# Katakombe svetog Januarija
Katakombe San Gennaro podzemna su paleokršćanska grobna i bogoslužna mjesta u Napulju, Italija, isklesana od tufa, poroznog kamena. Nalaze se u sjevernom dijelu grada, na padini koja vodi do Capodimonte, a sastoje se od dvije razine, San Gennaro Superiore i San Gennaro Inferiore. Katakombe se nalaze ispod četvrti Rione Sanità u Napulju, koja se ponekad naziva i "Dolina mrtvih". Mjesto se sada lako prepoznaje po velikoj crkvi Madre del Buon Consiglio.

## Povijest
Izvorno su postojala tri odvojena groblja, posvećena svetom Gaudiju (San Gaudioso), svetom Severu (San Severo) i svetom Januariju (San Gennaro). Ove katakombe u Napulju razlikuju se od svojih rimskih katakombi po tome što imaju prostranije prolaze duž dvije razine. Niža razina je najstarija, seže u 3.-4. stoljeće i možda je zapravo mjesto ranijeg pretkršćanskog groblja koje je kasnije ustupljeno novoj sekti. Očito je postalo važno vjersko groblje tek nakon što je ondje pokopan biskup Agripin. Druga razina je bila ona proširena tako da je obuhvatila druga dva susjedna groblja.
Temelj San Gennaro extra Moenia povezan je s katakombama San Gennaro, najvećim kršćanskim kompleksom katakombi u južnoj Italiji. Prva je struktura vjerojatno bila rezultat spajanja dva drevna grobna mjesta, jednog iz 2. stoljeća n. e. koje je sadržavalo ostatke svetog Agripina Napuljskog, prvog sveca zaštitnika Napulja, i mjesta iz 4. st. n. e. koje je sadržavalo posmrtni ostaci sv. Januarija, zaštitnika grada.
Mjesto je posvećeno Gennaru (Januariju) u petom stoljeću prigodom pokopavanja njegovih ostataka, koje je biskup Ivan IV. (842.-849.) u 9. stoljeću kasnije prenio u napuljsku katedralu. Kako su grobna područja rasla oko Gennarovih ostataka, tako su rasla i podzemna bogomolja za rastuću kršćansku vjeru. Rani primjer vjerske upotrebe katakombi je Agripinova bazilika koja datira iz četvrtog stoljeća. Od sedre su isklesani oltar i stolica koji stvaraju mjesto okupljanja vjernika. Ostali obredni prostori uključivali su ispovjedaonicu, zdenac za krštenje, izrezbareni stol od tufa koji se koristio kao sjedište za konsignatorij (područje za potvrdu), ili "oleorum" stol za sveta ulja, a možda i samostanske i pustinjačke ćelije..
Sve do jedanaestog stoljeća katakombe su bile mjesto ukopa napuljskih biskupa, uključujući Quodvoltdeusa, prognanog biskupa Kartage koji je umro 450. godine. Između 13. i 18. stoljeća katakombe su bile žrtve teške pljačke. Obnova katakombi omogućena je tek nakon prijenosa skeletnih ostataka na drugo groblje. Tijekom Drugog svjetskog rata katakombe su koristile lokalno stanovništvo kao sklonište.. Katakombe je ponovno otvorio 1969. Napuljski nadbiskup, a moderna iskapanja započela su 1971.

## Vrste ukopa
Tipovi grobnica su lokuli, arkosoliji, jame iskopane u zemlji, a rjeđe sarkofazi od sedre ili recikliranog mramora i kamena iz starijih grobova. Lokuli su poredani okomito i najjednostavniji stil pokopa pronađen u katakombama, ali ne ukazuje na status pokojnika. Arkosoliji, napravljeni za obiteljske pogrebne prostore, ugrađeni su u zidove galerija i kabina i sofisticiraniji su od lokulusa. Ponekad ukrašeni mozaicima ili freskama, ukopi mogu biti složeni vodoravno. Ova vrsta ukopa često se nalazi iu sicilijanskim katakombama, a može se opisati kao ukop "Siracusa" i često se nalazi u grčkim područjima katakombi. Povremeno se u donjem zidu lunete nalaze dječji ukopi, što je još jedan primjer učinkovitog korištenja prostora u katakombama.

## Uljane svjetiljke
U katakombama je pronađeno oko 200 uljanica koje datiraju od kasne antike do srednjeg vijeka. Među nalazima su 54 afričke crvene svjetiljke. Temeljito proučavanje svih svjetiljki na kraju će ukazati na trgovačke putove iz tog razdoblja, kao i na vrste ljudi koji su koristili katakombe za pogrebne i ritualne svrhe. Najstarije pronađene uljanice potječu iz druge polovice trećeg stoljeća, a izrađene su u Napulju.

## Vanjske poveznice
|  | Zajednički poslužitelj ima još gradiva o temi Katakombe svetog Januarija |

- Službene stranice